# Campionato Primavera 2018-2019 (calcio femminile)
L'edizione 2018-2019 è stata la ventesima nella storia del Campionato Primavera Femminile. Questa edizione è stata la prima in assoluto ad essere organizzata direttamente dalla FIGC. Vi hanno preso parte le 24 squadre che hanno acquisito il titolo sportivo a partecipare ai campionati di Serie A 2018-2019 e Serie B 2018-2019. Ad aggiudicarsi l'edizione, per la prima volta nella sua storia, è stata l'Inter, che ha sconfitto in finale la Roma per 9-8 dopo i tiri di rigore.

## Formula
Il Campionato Primavera si articola in tre fasi:
- Gironi eliminatori (gare di andata e ritorno)
- Quarti di finale (gare di andata e ritorno)
- Fase finale a 4 (semifinale e finale per il primo e secondo posto in gara unica).

Le 24 squadre iscritte ed appartenenti ai campionati di Serie A e Serie B sono suddivise, con criteri di vicinanza geografica, in tre gironi da otto squadre ciascuno e si incontrano tra loro in gare di andata e ritorno. Al termine della prima fase del campionato, si qualificano ai quarti di finale le prime due squadre classificate di ciascun girone, la terza classificata del girone 3 e la migliore terza classificata tra i gironi 1 e 2.

Al termine dei gironi eliminatori, verrà stilata una graduatoria di merito tra le squadre prime classificate, seconde classificate (sigla B) e le due migliori terze classificate dei gironi (sigla C), tenendo conto dei seguenti criteri: punti in classifica, miglior differenza reti ottenuta in campionato, maggior numero di reti segnate; in caso perdurasse la parità si ricorrerà al sorteggio.

Al termine dei quarti di finale, si disputerà la fase finale a 4, con le semifinale e la finale per il primo e secondo posto che si disputeranno in gara unica su campo neutro.

Le gare dei gironi eliminatori e dei quarti di finale avranno inizio la domenica alle ore 15:00 e verranno disputate secondo il calendario pubblicato con apposito Comunicato Ufficiale.

Il 31 agosto 2018 la società A.C. Milan ha comunicato la propria rinuncia alla partecipazione al Campionato Primavera.

Il 9 ottobre 2018 la società SS Lazio Women 2015 ha comunicato la propria rinuncia alla partecipazione al Campionato Primavera.

Il 23 ottobre 2018 la società Inter Milano ha comunicato la cessione del titolo sportivo al F.C. Internazionale Milano.

Poco più di un mese dopo, il 27 novembre, il titolo dell'U.S.D. San Zaccaria è stato attribuito alla società Ravenna Women F.C. S.S.D., posseduta dal Ravenna Football Club 1913.

## Limiti di età
Le squadre partecipanti al Campionato Primavera dovranno essere esclusivamente formate da calciatrici nate dal 1º gennaio 2000 in poi, e che, comunque abbiano compiuto il 14º anno di età, regolarmente tesserate per le rispettive società nella stagione in corso. È consentito l’impiego di due atlete fuori quota, nate dal 1º gennaio 1999. L’inosservanza delle predette disposizioni sarà punita con la sanzione della perdita della gara prevista dall’art. 17, comma 5 del Codice di Giustizia Sportiva. In deroga a quanto previsto dall'art. 34, comma 1, delle N.O.I.F., le società partecipanti con più squadre a campionati diversi possono schierare in campo, nelle gare di campionato di categoria inferiore, le calciatrici indipendentemente dal numero delle gare eventualmente disputate dalle stesse nella squadra che partecipa al campionato di categoria superiore..

## Fase a gironi

### Girone A

#### Squadre partecipanti
| Club         | Città          |
| ------------ | -------------- |
| Genoa Women  | Lavagna (GE)   |
| Inter        | Milano         |
| Juventus     | Torino         |
| Milan Ladies | Milano         |
| Mozzanica    | Mozzanica (BG) |
| Orobica      | Stezzano (BG)  |
| Sassuolo     | Sassuolo (MO)  |

#### Classifica
|  | Pos. | Squadra      | Pt | G  | V  | N | P  | GF | GS | DR  |
|  | ---- | ------------ | -- | -- | -- | - | -- | -- | -- | --- |
|  | 1.   | Juventus     | 36 | 12 | 12 | 0 | 0  | 52 | 5  | +47 |
|  | 2.   | Inter        | 28 | 12 | 9  | 1 | 2  | 53 | 11 | +42 |
|  | 3.   | Sassuolo     | 22 | 12 | 7  | 1 | 4  | 49 | 20 | +29 |
|  | 4.   | Mozzanica    | 19 | 12 | 6  | 1 | 5  | 36 | 21 | +15 |
|  | 5.   | Orobica      | 13 | 12 | 4  | 1 | 7  | 12 | 45 | -33 |
|  | 6.   | Genoa Women  | 6  | 12 | 2  | 0 | 10 | 13 | 34 | -21 |
|  | 7.   | Milan Ladies | 0  | 12 | 0  | 0 | 12 | 2  | 81 | -79 |

Legenda:

      Ammessa alla fase finale.
Note:

Tre punti a vittoria, uno a pareggio, zero a sconfitta.

#### Risultati
|              | Gen  | Int  | Juv  | Mil  | Moz  | Oro  | Sas  |
| ------------ | ---- | ---- | ---- | ---- | ---- | ---- | ---- |
| Genoa Women  | –––– | 0-5  | 0-1  | 3-0  | 1-2  | 1-2  | 0-2  |
| Inter        | 4-0  | –––– | 1-3  | 5-0  | 4-2  | 9-0  | 4-1  |
| Juventus     | 3-0  | 3-0  | –––– | 6-0  | 4-2  | 8-0  | 6-1  |
| Milan Ladies | 1-5  | 0-10 | 0-7  | –––– | 0-8  | 1-2  | 0-8  |
| Mozzanica    | 5-1  | 0-1  | 0-3  | 9-0  | –––– | 2-1  | 2-3  |
| Orobica      | 3-2  | 0-8  | 0-5  | 3-0  | 1-1  | –––– | 0-3  |
| Sassuolo     | 6-0  | 2-2  | 1-3  | 15-0 | 2-3  | 5-0  | –––– |

### Girone B

#### Squadre partecipanti
| Club                | Città                       |
| ------------------- | --------------------------- |
| Cesena              | Savignano sul Rubicone (RN) |
| ChievoVerona Valpo  | Verona                      |
| Cittadella          | Cittadella (PD)             |
| Fortitudo Mozzecane | Mozzecane (VR)              |
| Ravenna             | Ravenna                     |
| Tavagnacco          | Tavagnacco (UD)             |
| Verona              | Verona                      |

#### Classifica
|  | Pos. | Squadra             | Pt | G  | V  | N | P  | GF | GS | DR  |
|  | ---- | ------------------- | -- | -- | -- | - | -- | -- | -- | --- |
|  | 1.   | Tavagnacco          | 31 | 12 | 10 | 1 | 1  | 58 | 7  | +51 |
|  | 2.   | Verona              | 26 | 12 | 8  | 2 | 2  | 38 | 16 | +22 |
|  | 3.   | ChievoVerona Valpo  | 25 | 12 | 8  | 1 | 3  | 36 | 11 | +25 |
|  | 4.   | Fortitudo Mozzecane | 19 | 12 | 6  | 1 | 5  | 24 | 19 | +5  |
|  | 5.   | Ravenna             | 9  | 12 | 3  | 0 | 9  | 14 | 61 | -47 |
|  | 6.   | Cesena              | 7  | 12 | 2  | 1 | 9  | 14 | 56 | -42 |
|  | 7.   | Cittadella          | 6  | 12 | 2  | 0 | 10 | 18 | 32 | -14 |

Legenda:

      Ammessa alla fase finale.
Note:

Tre punti a vittoria, uno a pareggio, zero a sconfitta.

#### Risultati
|                     | Ces  | CVV  | Cit  | FMo  | Rav  | Tav  | Ver  |
| ------------------- | ---- | ---- | ---- | ---- | ---- | ---- | ---- |
| Cesena              | –––– | 1-9  | 3-2  | 1-3  | 0-4  | 0-10 | 1-1  |
| ChievoVerona Valpo  | 6-0  | –––– | 1-0  | 3-0  | 4-0  | 2-3  | 3-2  |
| Cittadella          | 7-1  | 1-2  | –––– | 1-2  | 1-1  | 0-2  | 0-4  |
| Fortitudo Mozzecane | 1-0  | 0-0  | 1-2  | –––– | 11-0 | 1-3  | 0-4  |
| Ravenna             | 0-6  | 0-5  | 6-2  | 1-3  | –––– | 0-8  | 0-1  |
| Tavagnacco          | 7-0  | 2-0  | 4-1  | 0-1  | 11-0 | –––– | 7-1  |
| Verona              | 3-1  | 2-1  | 3-1  | 4-1  | 9-0  | 1-1  | –––– |

### Girone C

#### Squadre partecipanti
| Club            | Città       |
| --------------- | ----------- |
| Arezzo          | Arezzo      |
| Empoli          | Empoli (FI) |
| Fiorentina      | Firenze     |
| Florentia S.G.  | Firenze     |
| Pink Sport Time | Bari        |
| Roma            | Roma        |
| Roma CF         | Roma        |
| Roma XIV        | Roma        |

#### Classifica
|  | Pos. | Squadra         | Pt | G  | V  | N | P  | GF | GS  | DR   |
|  | ---- | --------------- | -- | -- | -- | - | -- | -- | --- | ---- |
|  | 1.   | Roma            | 40 | 14 | 13 | 1 | 0  | 73 | 2   | +71  |
|  | 2.   | Pink Sport Time | 28 | 14 | 8  | 4 | 2  | 33 | 13  | +20  |
|  | 3.   | Fiorentina      | 27 | 14 | 8  | 3 | 3  | 44 | 14  | +30  |
|  | 4.   | Roma CF         | 22 | 14 | 7  | 1 | 6  | 50 | 14  | +36  |
|  | 5.   | Empoli          | 20 | 14 | 6  | 2 | 6  | 30 | 30  | 0    |
|  | 6.   | Florentia S.G.  | 15 | 14 | 4  | 3 | 7  | 23 | 28  | -5   |
|  | 7.   | Arezzo          | 9  | 14 | 3  | 0 | 11 | 16 | 58  | -42  |
|  | 8.   | Roma XIV        | 0  | 14 | 0  | 0 | 14 | 1  | 111 | -110 |

Legenda:

      Ammessa alla fase finale.
Note:

Tre punti a vittoria, uno a pareggio, zero a sconfitta.

#### Risultati
|                 | Are  | Emp  | Fio  | Flo  | PST  | Rom  | RCF  | RDe  |
| --------------- | ---- | ---- | ---- | ---- | ---- | ---- | ---- | ---- |
| Arezzo          | –––– | 1-4  | 1-9  | 3-2  | 1-2  | 0-5  | 0-1  | 6-0  |
| Empoli          | 5-1  | –––– | 2-0  | 2-3  | 0-2  | 0-4  | 2-1  | 7-1  |
| Fiorentina      | 4-0  | 7-0  | –––– | 0-0  | 0-0  | 0-2  | 2-1  | 11-0 |
| Florentia       | 1-0  | 1-1  | 0-2  | –––– | 2-3  | 0-7  | 0-4  | 11-0 |
| Pink Sport Time | 2-0  | 2-2  | 1-1  | 3-0  | –––– | 1-1  | 1-0  | 9-0  |
| Roma            | 13-0 | 2-1  | 7-0  | 2-0  | 4-0  | –––– | 2-0  | 12-0 |
| Roma CF         | 11-1 | 6-1  | 0-1  | 1-1  | 2-1  | 0-1  | –––– | 14-0 |
| Roma XIV        | 0-2  | 0-4  | 0-8  | 0-2  | 0-6  | 0-11 | 0-9  | –––– |

## Fase finale

### Quarti di finale
| Squadra 1                     | Totale | Squadra 2  | Andata | Ritorno |
| ----------------------------- | ------ | ---------- | ------ | ------- |
| 10 marzo 2019 / 17 marzo 2019 |        |            |        |         |
| Fiorentina                    | 1 - 6  | Juventus   | 1 - 3  | 0 - 3   |
| ChievoVerona Valpo            | 2 - 7  | Roma       | 0 - 2  | 2 - 5   |
| Pink Sport Time               | 3 - 2  | Tavagnacco | 3 - 1  | 0 - 1   |
| Verona                        | 1 - 6  | Inter      | 0 - 4  | 1 - 2   |

#### Andata
| Arbitro: | Barmasse (Aosta) |

|  |           |                      |
|  | Marcatori | 21’ Labate 90’ Manca |

| Arbitro: | Gavini (Aprilia) |

|              |           |                                 |
| Severini 26’ | Marcatori | 58’, 87’ Devoto 90+3’ Distefano |

| Arbitro: | Meo (Isernia) |

|                                            |           |             |
| Dell'Ernia 5’ Strisciuglio 25’ Di Bari 37’ | Marcatori | 43’ Govetto |

| Arbitro: | Gagliardini (Macerata) |

|  |           |                                        |
|  | Marcatori | 23’, 41’, 51’ Carravetta 87’ Pastrenge |

#### Ritorno
| Arbitro: | Franzoni (Lovere) |

|                                          |           |  |
| Bellucci 10’ Bragonzi 52’ Di Stefano 90’ | Marcatori |  |

| Arbitro: | Matina (Palermo) |

|                                                              |           |                        |
| Labate 11’, 60’ Manca 17’ Vigliucci 70’ Tarantino 87’ (rig.) | Marcatori | 16’ Micheli 85’ Lonati |

| Arbitro: | Foresti (Bergamo) |

|         |           |  |
| Iacuzzi | Marcatori |  |

| Arbitro: | Picardi (Viareggio) |

|                    |           |           |
| Carravetta 8’, 68’ | Marcatori | 13’ Pavan |

### Semifinali
| Arbitro: | Di Loreto (Terni) |

|  |           |                          |
|  | Marcatori | 77’ Berti 80’ Carravetta |

| Arbitro: | Moretti (Valdarno) |

|               |                      |                    |
| Vigliucci 35’ | Marcatori            | 90+3’ Strisciuglio |
|               | Tiri di rigore 5 – 3 |                    |

### Finale terzo posto
| Arbitro: | Lencioni (Lucca) |

|                                   |           |                             |
| Cantore 9’, 78’ Bragonzi 85’, 88’ | Marcatori | 18’ Mascia 75’ Strisciuglio |

### Finale
| Arbitro: | Menozzi (Treviso) |

|                                                                                     |                      |                                                                                   |
| Vergani 44’ Berti 52’                                                               | Marcatori            | 69’ Labate 84’ Vigliucci                                                          |
| Carravetta Berti Gallazzi Regazzoli Vergani Santi Dell'Acqua Scuratti Giani Gilardi | Tiri di rigore 7 – 6 | Corelli Corrado Orlando Vigliucci Labate Boldrini Pienzi Tarantino Ghioc Liberati |